# Йон Мінулеску
Йон Мінулеску (рум. Ion Minulescu, *6 січня 1881, Бухарест — 11 квітня 1944, Бухарест) — румунський поет-символіст. Також прозаїк, драматург, журналіст, літературний і театральний критик, перекладач, редактор. Представник румунського літературного авангарду. Лауреат Національної премії Румунії (1928).

## Біографія
Син торговця, виховувався в родині вітчима-офіцера. Освіту здобув в Пітешті. У 1900 відправився в Париж, вивчати право. Але незабаром залишив університет, захопившись богемним життям діячів мистецтва в Парижі. Знайомився з літературою символістів, читаючи з пристрастю твори Бодлера, Нерваля, А. Бертрана, Лотреамона, Верлена, Рембо та ін.
У 1904 повернувся на батьківщину. Включився в культурне життя Бухареста, відвідуючи літературні кафе, познайомився з багатьма румунськими письменниками і поетами. Став активним учасником спільноти символістів.
Керував символістськими виданнями "Revista celorlalţi («Журнал інших», 1908) і «Insula» ("Острів ", 1912).
Помер від інфаркту міокарда під час американського бомбардування Бухареста в 1944. Похований на бухарестському цвинтарі Беллу.

## Творчість
Дебютував в 1897 першим віршованим спектаклем ще студентом. У перших віршах помітно вплив румунського символізму (А. Мачедонски), а також Верхарна, Метерлінка. Постійні теми його віршів — долі «блукачів», поклик далеких і таємничих країн, стихія моря, дивні стани обтяженої меланхолією душі, мотиви любові і смерті .
Він автор романів, які сатирично зображують життя сучасного для нього суспільства («Переекзаменування з румунської мови» — «Corigent la limba română», 1929), збірник символистских оповідань: «Будинок з помаранчевими вікнами» («Casa cu geamurile portocalii», 1908).
У своїй творчості часто користувався псевдонімами I. M. Nirvan і Koh-i-Noor.

## Вибрані твори
- Romanţe pentru mai târziu (Поэма, 1909)
- Casa cu geamuri portocalii («Дом с оранжевыми окнами», 1908)
- De vorbă cu mine însumi (Поэма, 1913)
- Măşti de bronz şi lampioane de porţelan (проза, 1920)
- Pleacă berzele (пьеса, 1921)
- Lulu Popescu (пьеса, 1921)
- Roşu, galben şi albastru (новелла, 1924)
- Omul care trebuia să moară sau Ciracul lui Hegesias (пьеса, 1924)
- Manechinul sentimental (пьеса, 1926)
- Spovedanii (Поэма, 1927)
- Manuscriptum (сборник стихов, 1927)
- Allegro ma non troppo (пьеса, 1927)
- Corigent la limba română (новелла, 1928)
- Amantul anonim (пьеса, 1928)
- Strofe pentru toată lumea (Поэма, 1930)
- Cetiţi-le noaptea («Read Them at Nighttime», prose, 1930)
- Bărbierul regelui Midas sau Voluptatea adevărului («King Midas's Barber or The Voluptuousness of Truth», novel, 1931)
- Porumbiţa fără aripi («The Wingless Dove», play, 1931)
- 3 şi cu Rezeda 4 («3, and with Rezeda 4», novel, 1933)
- Nevasta lui Moş Zaharia («Uncle Zaharia's Wife», play, 1937)

У Румунії заснована щорічна Національна премія поезії імені Йона Мінулеску